# 福克-沃爾夫 Fw 238
福克-沃爾夫Fw 238是一款納粹德國空軍專用的洲際轟炸機，其載彈量和機載燃料容量比起以往的轟炸機更多而更遠，還可以計劃轟炸同盟國的首都（例如倫敦、莫斯科、華盛頓特區等等），可是自身沒有研製和生產輸出更大馬力活塞式引擎型號，還有複雜航空科技技術和資源不足，加上受到RAF和美國陸軍航空隊日以繼夜轟炸本土重工業設施，連制空權落入盟國手中，導致整個計劃被中止。
有趣的是，Fw 238選用串聯式引擎作為主要動力系統，而遠東方面的日本海軍同時都在富嶽轟炸機上採用類同系統，但是兩個計劃同時因為過於複雜而中止。

## 歷史研發背景
自從納粹德國空軍在二戰初期(波蘭戰役、入侵法國)戰勝時，空軍元首赫爾曼·戈林完全沒有重視戰略轟炸機的必要性，只是靠現時主力轟炸機(例如Do 17、Ju 88和He 111)作為轟炸同盟國的重工業區和首都城市是不足之處。直至不列顛戰役後才發現戰略轟炸機必要性，可是整個戰役中失敗導致空軍士氣低落。為此保羅·戴克曼提出(轟炸機B計劃)和(美國轟炸機計劃)並下令飛機廠商研製高速高空遠距離航程轟炸機，同時研製輸出馬力大與高空專用引擎來供應給新型戰略轟炸機。
在1941年3月，納粹德國空軍提出戰略轟炸機必要擁有載彈量6,000公斤炸彈，航程15,000公里、速度要超過600公里、飛行高度要超過10,000米和設置防彈裝甲、防彈玻璃、防彈燃料箱，同時加強自衛火力。
福克-沃爾夫計劃以Fw 191基礎研製出一架更長和更大機身和機翼，演變成巨無霸Fw 238轟炸機，動力系統由四台研製中BMW 803或容克斯Jumo 222大馬力引擎(前者是以BMW 801串聯為28氣缸4列星型引擎，3,900匹馬力，後者是以24氣缸直6列式引擎，2,500匹馬力)、載彈量6,000公斤炸彈(攻擊艦艇時，可以運載四枝765公斤LT F5b魚雷來攻擊艦艇)、同時裝設四座液壓遙控迴轉動力炮塔來抵禦敵方戰鬥機攻擊(10門為MG 151/202公分機炮<四門裝設在機身尾部炮塔、兩門裝設在機身後上部炮塔、兩門裝設在機身後上部炮塔、兩門裝設在機身後下部炮塔>)，還會在機身底部裝設四門3公分MK 108機炮和上述魚雷來攻擊艦艇。由於機身和機翼在全備重量超過十萬公斤，選擇的起落架重新提出了經典配置，兩個前軸彈簧被緩衝並配備了雙輪，並向後縮入機翼，而後部起落架都是同上述一樣。機上的乘員只是5人(最多只是10人)，只是集中在前部加壓的駕駛艙。
由於BMW 803(Fw 238A)和容克斯Jumo 222引擎(Fw 238B)因為研製過程複雜，加上引擎必要冷卻系統、維修和保養問題乃未解決，所以再次提
出Fw 238C型動力為以六台DB 603引擎(1,750匹馬力)或Jumo 213引擎(增設水ㄧ甲醇噴射裝置，2,100匹馬力)，方便讓維修工作人員減輕負擔，同時取代以上兩個上述型號。由於Fw 238機身和機翼尺寸和重量過大，所以提出Fw 238H系列型將機身和機翼尺寸縮小瘦身，Fw 238H-1動力為以四台BMW 801D或E型引擎(前者是修改C型後適用於轟炸機，同時增設水ㄧ甲醇噴射裝置，1,750匹馬力;後者以D-2型修改機械增壓器變速箱，提升最大輸出馬力，以及應付在爬升時保持高空高度最大馬力，1,975匹馬力)來應急計劃，但是BMW 801輸出馬力太少，所以會改用BMW 801J或R型引擎(以D型和E型改裝渦輪增壓器，前者為1,850匹馬力，後者為2,000匹馬力)和增設氣密型駕駛艙來提升性能，還會提出Fw 238H-2改用四台BMW 802引擎(是BMW 801的進化為18氣缸星型引擎，2,575匹馬力)來次要應急計劃。
原本計劃於1944年完成試驗機，並同年試驗飛行，可是受到巴巴羅薩行動和史達林格勒戰役受到挫敗，加之德國上空被同盟國奪走制空權，所以由庫爾特·譚克提出以Fw 238C大幅修改為Ta 400來取代，還有更多製造飛機廠商有意參與以(轟炸機B計劃)和(美國轟炸機計劃)開發研製高空高速遠距離戰略轟炸機，至此，納粹德國空軍歷史上空前絕後超重巨無霸戰略轟炸機研製胎死腹中。

## 多種計劃型號
Fw 238A
動力為以四台BMW 803型引擎(3,950匹馬力)的第一個計劃
Fw 238B
動力為以四台Jumo 222型引擎(2,500匹馬力)的第二個計劃
Fw 238C
動力為以六台DB 603引擎(1,750匹馬力)或Jumo 213引擎(增設水ㄧ甲醇噴射裝置，2,100匹馬力)的第三個計劃
Fw 238H
Fw 238H-1
將機身和機翼尺寸縮小瘦身和增設氣密型駕駛艙，動力為以四台BMW 801D或E型引擎(1,750匹馬力)的後備應急計劃(可是該兩種型號動力乃未足夠，預定會選用適用於轟炸機專用的BMW 801TJ或TQ型引擎(T'德語稱為Turbolader=渦輪增壓器))
Fw 238H-2
與同上述型號一樣，但是動力為以比BMW 801的輸出馬力更大的四台BMW 802型引擎(2,575匹馬力)的次要後備應急計劃

## 性能參考
Fw 238A
- 乘員：5人（有可能是10人）
- 機長：35.3米
- 翼展：52.00米
- 機高：8.79米
- 機翼面積：290平方米
- 空重：55,620公斤
- 最重：114,300公斤
- 發動機：四台BMW 803 28氣缸四列星型風冷式引擎（3,950匹馬力）
- 最快速度：時速670公里（8,000米）
- 航程：14,000公里
- 昇限：12,000米
- 武裝：10門20毫米MG 151/20機砲(設置於機身前上方、後上方、機身下後方和尾部聯裝炮塔)
- 機載炸彈量：6,000公斤炸彈

## 性能參考(應急計劃)
Fw 238H-1
- 機長：30.6米
- 翼展：50.00米
- 機高：5.80米
- 機翼面積：240平方米
- 空重：24,834公斤
- 最重：61,100公斤
- 發動機：四台BMW 801TJ 14氣缸複列星型風冷式引擎（附加渦輪增壓器，1,810匹馬力）
- 最快速度：時速4,20公里（5,000米）
- 航程：15,000公里
- 昇限：7,500米
- 武裝：10門20毫米MG 151/20機砲(設置於機身前上方、後上方、機身下後方和尾部聯裝炮塔)
- 機載炸彈量：6,000公斤炸彈

Fw 238H-2
- 空重：31,000公斤
- 最重：67,220公斤
- 發動機：四台BMW 802 18氣缸複列星型風冷式引擎（2,575匹馬力）
- 最快速度：時速5,65公里（7,000米）
- 航程：15,000公里
- 昇限：10,000米
- 武裝：10門20毫米MG 151/20機砲(設置於機身前上方、後上方、機身下後方和尾部聯裝炮塔)
- 機載炸彈量：6,000公斤炸彈